# Municipio de Stonycreek (condado de Somerset)
El municipio de Stonycreek (en inglés: Stonycreek Township) es un municipio ubicado en el condado de Somerset en el estado estadounidense de Pensilvania. En el año 2000 tenía una población de 2.221 habitantes y una densidad poblacional de 14 personas por km². Aquí fue donde se estrelló el vuelo 93 de United Airlines, parte de los atentados del 11 de septiembre de 2001.

## Geografía
El municipio de Stonycreek se encuentra ubicado en las coordenadas 39°59′00″N 78°51′59″O / 39.98333, -78.86639.

## Demografía
Según la Oficina del Censo en 2000 los ingresos medios por hogar en la localidad eran de $33,828 y los ingresos medios por familia eran $38,418. Los hombres tenían unos ingresos medios de $30,236 frente a los $21,714 para las mujeres. La renta per cápita para la localidad era de $14,463. Alrededor del 10,8% de la población estaban por debajo del umbral de pobreza.